# New Wave 2011
La decima edizione del New Wave si è tenuta dal 26 al 31 luglio a Jūrmala, Lettonia.
Il montepremi del festival è stato di 100 000 €, di cui 50 000 € per il primo, 30 000 per il secondo e 20 000 per il terzo classificato.

## Partecipanti
| Paese        | Artista                        |
| ------------ | ------------------------------ |
| Armenia      | Erik                           |
| Bielorussia  | Juzari                         |
| Brasile      | Rodžer Riko                    |
| Finlandia    | Koop Arponen & Flute of Shame  |
| Kazakistan   | A-lau                          |
| Kirghizistan | Biškek                         |
| Russia       | Andrej Grizz-Lee               |
| Russia       | N.A.O.M.I.                     |
| Stati Uniti  | Jayden Felder                  |
| Lettonia     | LieneCandy                     |
| Lituania     | Donny Montell                  |
| Polonia      | Monika Višņevska & Mihal Bober |
| Togo         | Dženn Hof                      |
| Ucraina      | Mašha Sobko                    |
| Ucraina      | The Koļa Serga                 |
| Uzbekistan   | Twins                          |

## 1 ° giornata di gara
| #  | Paese        | Artista                         | Canzone                                    | Punteggio |
| -- | ------------ | ------------------------------- | ------------------------------------------ | --------- |
| 1  | Armenia      | Erik                            | All In Love Is Fair (Stevie Wonder)        | 108       |
| 2  | Finlandia    | Koops Arponens & Flute of Shame | I Saw Her Standing There (The Beatles)     | 103       |
| 3  | Kazakistan   | A-lau                           | Move (Moby)                                | 100       |
| 4  | Polonia      | Monika Višņevska & Mihal Bober  | Più Che Puoi (Eros Ramazzotti & Cher)      | 102       |
| 5  | Lituania     | Donny Montell                   | Too Much Love Will Kill You (Brian May)    | 99        |
| 6  | Ucraina      | Masha Sobko                     | Please, Don't Make Me Love You (Roachford) | 119       |
| 7  | Russia       | Andrej Grizz-Lee                | Beggin' (Madcon)                           | 114       |
| 8  | Bielorussia  | Juzari                          | I Wish (Phil Collins)                      | 109       |
| 9  | Togo         | Dženn Hof                       | Free Your Mind (En Vogue)                  | 118       |
| 10 | Russia       | N.A.O.M.I.                      | Déjà vu (Beyonce)                          | 116       |
| 11 | Kirghizistan | Biškek                          | I Swear (All-4-One)                        | 116       |
| 12 | Lettonia     | LieneCandy                      | Circle Of Life (Elton John)                | 118       |
| 13 | Stati Uniti  | Jayden Felder                   | Georgia (Ray Charles)                      | 120       |
| 14 | Uzbekistan   | Twins                           | Salma ya salama (Dalida)                   | 99        |
| 15 | Brasile      | Rodžer Riko                     | Right Here Waiting (Richard Marx)          | 100       |
| 16 | Ucraina      | The Koļa Serga                  | Seven Nation Army (The White Stripes)      | 105       |

## 2 ° giornata di gara
| #  | Paese        | Artista                         | Canzone                                 | Punteggio |
| -- | ------------ | ------------------------------- | --------------------------------------- | --------- |
| 1  | Brasile      | Rodžer Riko                     | Corazon Espinado (Carlos Santana)       | 101       |
| 2  | Stati Uniti  | Jayden Felder                   | Long Train Runnin (The Doobie Brothers) | 117       |
| 3  | Polonia      | Monika Višņevska & Mihal Bober  | Poki Na To Czas (De Mono)               | 100       |
| 4  | Lettonia     | LieneCandy                      | Путь К Свету (Raimonds Pauls)           | 111       |
| 5  | Armenia      | Erik                            | Твои Следы (Muslim Magomayev)           | 119       |
| 6  | Kazakistan   | A-lau                           | Ты Бережешь Свой Рай                    | 102       |
| 7  | Togo         | Dženna Hof                      | Respect (Aretha Franklin)               | 112       |
| 8  | Bielorussia  | Juzari                          | Лапти (Pesniary)                        | 111       |
| 9  | Uzbekistan   | Twins                           | Последняя Поэма (Irina Otieva)          | 104       |
| 10 | Ucraina      | Masha Sobko                     | Мамо (Anastasija Prychod'ko)            | 115       |
| 11 | Finlandia    | Koops Arponens & Flute of Shame | Every Song I Hear (Koop Arponen)        | 114       |
| 12 | Russia       | Andrej Grizz-Lee                | Полетели (Filipp Kirkorov)              | 114       |
| 13 | Russia       | N.A.O.M.I.                      | Соломинка (Alla Pugačëva)               | 115       |
| 14 | Kirghizistan | Biškek                          | Тут И Там (Aleksei Cumakov)             | 112       |
| 15 | Lituania     | Donny Montell                   | Running Fast                            | 119       |
| 16 | Ucraina      | The Koļa Serga                  | Попытка № 5 (VIA Gra)                   | 109       |

## 3 ° giornata di gara
| #  | Paese        | Artista                         | Canzone                | Traduzione                 | Punteggio |
| -- | ------------ | ------------------------------- | ---------------------- | -------------------------- | --------- |
| 1  | Russia       | Andrej Grizz-Lee                | Эта музыка             | Questa musica              | 107       |
| 2  | Togo         | Dženna Hof                      | Rain Beats Down        | Pioggia batte              | 103       |
| 3  | Lituania     | Donny Montell                   | Listen 2 Your Heart    | Ascoltare il tuo cuore     | 99        |
| 4  | Polonia      | Monika Višņevska & Mihal Bober  | Forever                | Per sempre                 | 92        |
| 5  | Brasile      | Rodžer Riko                     | Como E Grande Meu Amor | E come il mio grande amore | 94        |
| 6  | Lettonia     | LieneCandy                      | Can't Get Enough       | Non riesci a smettere      | 99        |
| 7  | Armenia      | Erik                            | Линем Ками             | x                          | 108       |
| 8  | Bielorussia  | Juzari                          | Что между нами         | Cosa c'è tra noi           | 98        |
| 9  | Russia       | N.A.O.M.I.                      | Говорило лето          | Parlato estate             | 108       |
| 10 | Ucraina      | The Koļa Serga                  | Баллада о Новой волне  | Ballata della Nuova onda   | 108       |
| 11 | Ucraina      | Masha Sobko                     | Я тебя люблю           | Ti voglio bene             | 106       |
| 12 | Finlandia    | Koops Arponens & Flute of Shame | Pictures On My Wall    | Immagini sul mio muro      | 110       |
| 13 | Uzbekistan   | Twins                           | Армоним                | Armonia                    | 94        |
| 14 | Stati Uniti  | Jayden Felder                   | I Believe              | Io credo                   | 104       |
| 15 | Kirghizistan | Biškek                          | Чувства мои            | I miei sentimenti          | 109       |
| 16 | Kazakistan   | A-lau                           | Аригато                | Arigato                    | 94        |

## Totale
| Paesi        | Artista                         | Punti | Posizione |
| ------------ | ------------------------------- | ----- | --------- |
| Stati Uniti  | Jayden Felder                   | 341   | 1         |
| Ucraina      | Masha Sabko                     | 340   | 2         |
| Russia       | N.A.O.M.I                       | 339   | 3         |
| Kirghizistan | Biškek                          | 337   | 4         |
| Armenia      | Erik                            | 335   | 5-6       |
| Russia       | Andrej Grizz-Lee                | 335   | 5-6       |
| Togo         | Dzenna Hoff                     | 333   | 7         |
| Lettonia     | LieneCandy                      | 328   | 8         |
| Finlandia    | Koops Arponens & Flute of Shame | 327   | 9         |
| Ucraina      | The Koļa Serga                  | 322   | 10        |
| Bielorussia  | Juzari                          | 318   | 11        |
| Lituania     | Donny Montell                   | 317   | 12        |
| Uzbekistan   | Twins                           | 297   | 13        |
| Kazakistan   | A-Lau                           | 296   | 14        |
| Brasile      | Rodžer Riko                     | 295   | 15        |
| Polonia      | Monika Višņevska & Mihail Bober | 294   | 16        |

## Giuria
- Leonid Agutin
- Jurii Antonov
- Valerij Leont'ev
- Laima Vajkule
- Valerij Meladze
- Konstantin Meladze
- Igor' Nikolaev
- Filipp Kirkorov
- Maxim Fadeev

### I co-presidenti della giuria
- Igor Crutoi
- Raimonds Pauls